# Stadion Olimpijski w Windawie
Stadion Olimpijski – wielofunkcyjny stadion w Windawie, na Łotwie. Może pomieścić 3085 widzów. Swoje spotkania rozgrywa na nim drużyna FK Ventspils.